# Leetspeak Monsters
Leetspeak monsters (リートスピークモンスターズ) é uma banda de rock visual kei japonesa formada originalmente em 2009, porém estabelecida em 2017 com o ingresso na gravadora GLK Music. Baseada no tema de Halloween e contos de terror, eles atuam em uma cidade ficcional chamada Gravetown e cada membro adota uma fantasia: esqueleto, vampiro, zumbi e lobisomem.

## Carreira

### 2009–2017: Leetspeak monster
Inicialmente chamada de LEETSPEAK MONSTER, especificamente em maiúsculas, foi uma banda de rock e hip hop fora da cena visual kei formada em Fukuoka pelo vocalista e rapper Domme. Nessa época lançaram apenas uma demo auto intitulada.
Em 2011, mudaram seu nome para Leetspeak monster, dessa vez em minúsculas, e se tornaram uma banda visual kei independente. Domme criou o conceito de uma banda "crossover de rock e hip hop dentro da imagem de uma casa mal-assombrada", junto com Euskyss. Sua nova formação contava com Domme, que mudou seu nome para D13, Mattünurg, Euskyss e DieWolf.

### 2017–presente: Leetspeak monsters
Em 2017 se afiliaram a gravadora GLK Music, mudando seu nome para Leetspeak monsters e lançando seu primeiro single em 15 de março, "Monster's Party". Mais tarde, o guitarrista Mattünurg saiu e foi substituido por Yo'shmeer. Com o lançamento do EP Storyteller in the Strange Night em 20 de setembro e o single "Black Owl", a banda começou a criar fama na cena visual kei. Fizeram um cover da música tema do filme The Nightmare Before Christmas que foi lançada no single This is Halloween em 3 de outubro de 2018. D13 contou ser um fã de Tim Burton e do compositor Danny Elfman.
Em 9 de outubro de 2019 foi posto à venda o álbum Monster's Theater II. As letras da banda contêm partes em inglês e japonês, contudo em Monster's Theater II, as letras em japonês apareceram com mais frequência do que anteriormente.
| “     | Eu quis aumentar as letras em japonês porque queria que o público cantasse conosco. [...] Mas eu gosto de músicas em inglês. O groove das palavras em inglês parece combinar naturalmente com a música que fazemos." | ” |
| — D13 | |   |

 O single "Beltane", nomeado pelo festival celta, foi lançado em 15 de abril de 2020 e alcançou a 44° posição nas paradas da Oricon. Em agosto entraram em turnê junto com Jiluka, que durou até setembro. Em outubro, lançaram o single "Samhain" em duas edições no dia 28 e apresentaram shows online nos dias 27 e 31. Em novembro participaram como convidados na turnê da banda revenge my LOST.
Em outubro de 2021, anunciaram o lançamento do single "Trick or Treat" previsto para o dia 20 e dois eventos de Halloween, em Osaka no dia 26 e Kawasaki no dia 28. "Trick or Treat" foi o primeiro single a passar mais de uma semana nas paradas da Oricon. A banda escolheu a canção "Gothic" para ser incluída no álbum de compilação Chaos Collection, que também incluiu bandas como The Gallo e foi o primeiro álbum de compilação de visual kei lançado por uma empresa internacional. Em maio de 2022 embarcaram em mais uma turnê ao lado de Jiluka, onde o single colaborativo "Amphisbaena" foi vendido exclusivamente nos shows da turnê. O single "Graveyard" foi lançado em 22 de junho e a turnê de promoção a ele começou em 21 de julho.
D13 começou uma carreira solo em setembro de 2023, lançando um EP intitulado Memento Mori e apresentando shows em Osaka e Tóquio. Em 18 de outubro de 2023 foi lançado o primeiro álbum do Leetspeak Monsters em quatro anos, Monsters Theater III, incluindo singles como "Graveyard" e "Trick or Treat". Foi acompanhado por uma turnê nacional de novembro a janeiro. Além disso, três shows especiais de Halloween foram realizados, nos dias 15, 24 e 31, sendo dois em Tóquio e um em Osaka. No ano seguinte, participaram de um show em conjunto com  a banda Rides in Reveillon em 19 de maio. Lançaram o single "Room 666" no dia 2 de outubro e realizaram um show especial de Halloween na região de Harajuku no dia 31. Mais tarde, embarcaram em mais uma turnê de novembro a janeiro. Em fevereiro de 2025, irão aos Estados Unidos pela primeira vez se apresentando na convenção Katsucon.

## Estilo musical e temático
D13 contou que se no início do Leetspeak monsters se inspirou na arte de Tim Burton para criar o cenário da banda. Ele nomeou seu conceito como "uma banda como uma casa assombrada". Euskyss é o principal compositor das músicas.
Sobre as influências dos membros, Euskyss contou ao website Barks que escutava música independentemente do gênero, no entanto ele se especializou em R&B em suas aulas de baixo. Já DieWolf não acompanhava o rock até fazer parte do grupo; ele cita jazz fusion como sua base. Diferentemente dos outros três, Yo'shmeer contou que suas principais raízes são bandas visual kei como X Japan, Malice Mizer e La'cryma Christi.

## Membros
- D13 (Domme) (Esqueleto) – vocais e rap (2009–presente)
- Yo’shmeer (Frankenstein) – guitarra (2017–presente)
- Euskyss (Vampiro) – baixo (2011– presente)
- DieWolf (Lobisomem) – bateria (2011–presente)

### Ex-membros
- Mattünurg – guitarra (2011–2017)

## Discografia

### Álbuns
| Título                                | Lançamento             | Posição na Oricon |
| ------------------------------------- | ---------------------- | ----------------- |
| Storyteller in the Strange Night      | 20 de setembro de 2017 | -                 |
| Mixtured night between Life and Death | 21 de março de 2018    | 112               |
| Monster's Theater                     | 11 de julho de 2018    | 108               |
| Monster's Theater II                  | 9 de outubro de 2019   | 106               |
| Monster's Theater III                 | 18 de outubro de 2023  | -                 |

### Singles
| Título              | Lançamento            | Posição na Oricon |
| ------------------- | --------------------- | ----------------- |
| "Monster's Party"   | 15 de março de 2017   | -                 |
| "This is Halloween" | 3 de outubro de 2018  | 53                |
| "13th Friday Night" | 3 de abril de 2019    | 64                |
| "Beltane"           | 15 de abril de 2020   | 44                |
| "Samhain"           | 28 de outubro de 2020 | 50                |
| "Trick or Treat"    | 20 de outubro de 2021 | 45                |
| "Graveyard"         | 22 de junho de 2022   | 53                |
| "Room 666"          | 2 de outubro de 2024  | -                 |